# Juan Camilo Zúñiga
Juan Camilo Zúñiga Mosquera (pronunție în spaniolă [ˈxwan kaˈmilo ˈsuɲiɣa mosˈkeɾa], n. 14 decembrie 1985) este un fotbalist columbian retras din activitate, care a jucat pe post de fundaș lateral la echipe ca Napoli, Atlético Nacional și Watford. Pe plan internațional, are prezențe la națională pentru Columbia U20⁠(d) și Columbia.

## Titluri
Atletico Nacional
- Categoría Primera Apertura (2): 2005, 2007
- Categoría Primera Finalización (1): 2007

Napoli
- Coppa Italia (2): 2011–12, 2013–14